# Пусткув (Підкарпатське воєводство)
Пусткув (пол. Pustków) — село в Польщі, у гміні Дембиця Дембицького повіту Підкарпатського воєводства.
Населення — 5588 осіб (2011).
У 1975-1998 роках село належало до Тарновського воєводства.

## Демографія
Демографічна структура станом на 31 березня 2011 року:
|          | Загалом | Допрацездатний вік | Працездатний вік | Постпрацездатний вік |
| -------- | ------- | ------------------ | ---------------- | -------------------- |
| Чоловіки | 2763    | 570                | 1932             | 261                  |
| Жінки    | 2825    | 569                | 1686             | 570                  |
| Разом    | 5588    | 1139               | 3618             | 831                  |